# Prom
Prom (Fin de curso en Hispanoamérica) es una película juvenil estadounidense de 2011 dirigida por Joe Nussbaum, escrita por Katie Wech, producida por Ted Griffin y Justin Springer y distribuida por Walt Disney Pictures. Es protagonizada por Aimee Teegarden, Thomas McDonell, Yin Chang, Danielle Campbell, Nolan Sotillo, Kylie Bunbury, entre otros. Fue estrenada el 29 de abril de 2011 en Estados Unidos. La película fue la primera gran producción rodada con cámaras de alta definición Arriflex Alexa que se estrenó en los cines.

## Historia
La presidenta de la clase, Nova (Aimee Teegarden) ha estado planeando fiesta de graduación de la escuela. Ella y sus amigos, Mei (Yin Chang), Ali (Janelle Ortiz), Brandon (Jonathan Keltz) y Rolo (Joe Adler) han creado los decorados perfectos, que almacenan en el cobertizo de la escuela. Nova, que está enamorada de Brandon, espera que le pida ir al baile de graduación.
Mientras tanto, Lloyd (Nicholas Braun), el chico "invisible" en la escuela, se queja de baile a su hermanastra, Tess (Raini Rodriguez) porque no tiene cita, pero ella lo alienta a que le pida a alguien. En otros lugares en la escuela, Tyler (De'Vaughn Nixon) se enfrenta a su novia, Jordan (Kylie Bunbury), que asume que él la engaña, debido al pendiente de oro que se encuentra sola en su coche. Él le asegura que esto no es el caso, y Jordan le cree.
El "Chico malo" Jesse Richter (Thomas McDonell) ha estado ausente de la escuela últimamente y muestra otro "inaceptable" comportamiento, como montar en su motocicleta en el recinto escolar. El Director Dunnan (Jere Burns) tiene una charla con él, pero no está satisfecho con la actitud de Jesse. Mei se entera de que ha sido aceptada en Parsons, que entra en conflicto con los planes que hizo con su novio, Justin (Jared Kusnitz), de ir a la Universidad de Míchigan en conjunto. Ella se hizo hincapié sobre esto y se vuelve irritable como los enfoques de baile, que ella acepta ir con Justin. Lucas (Nolan Sotillo) estudiante de segundo año se siente atraído por Simone (Danielle Campbell), su compañera de laboratorio, que intenta conseguir con la ayuda de su amigo Corey (Cameron Monaghan).
Esa noche, Tyler lleva a Jordan al cobertizo de la escuela, que ha adornado con muchas velas, para pedirle que ir al baile, y ella acepta. Cuando salen del cobertizo, sin embargo, se olvidan de apagar una vela. El galpón se prende fuego y se quema. Al día siguiente, una devastada Nova, sin adornos y tan sólo tres semanas al baile de graduación, pide a sus amigos ayuda adicional para hacer el baile, que todos a salir de la, cada anuncio de su propia razón.
El Director Dunnan, al ver su dilema, tiene una idea, y obliga a Jesse para que ayude a Nova con el baile, o no se graduarán. Aunque tanto Nova como Jesse no están contentos con esta situación, intentan cumplir de todos modos. En la escuela, Lloyd está teniendo problemas para encontrar una cita, incluso con la ayuda de su hermana. Como una cosa sale mal tras otra, Lloyd pierde confianza y se frustra.
Más tarde, en casa, Brandon aparece en la casa de Nova para decirle que no puede llevarla al baile de graduación, y que ella tendrá que encontrar otra cita. Como la fecha se acerca más al baile, Nova y Jesse se acercan más al trabajar juntos.
Durante la práctica de lacrosse, Tyler invita a Lucas a la barbacoa del equipo, y le dice que invite a una chica. Lucas decide pedirle a Simone, ella acepta. En la barbacoa de Tyler, Tyler intenta hacer un movimiento de Simone, sólo para ser rechazado por ella. Se deja claro que tienen una historia. Simone le dice a Tyler que si hubiera sabido que era la barbacoa de él, ella no habría venido. La actitud de Mei se está volviendo cada vez peor, y Justin cree que ella no quiere ir al baile de graduación. Él llama a la fecha de cierre, y Mei se deja sentir muy incómodo. Una noche, Nova se entera de que la escuela secundaria vecina tiene el mismo tema para su fiesta de graduación. Jesse comenta que llevará a su motocicleta para ir a ver las decoraciones de la otra escuela, y ella acepta. Sin embargo, son capturados por la policía, que llaman a los padres de Nova. El padre de Nova se enfurece con Jesse y lo insulta.
En la escuela, Lucas está soplando a Corey pasar más tiempo con Simone, y le pide estudiar para el próximo examen con él, a lo que ella está de acuerdo. Sin embargo, cuando está a punto de ir a la biblioteca, Simone se detuvo por Tyler, quien la convence para que hable con él. Le habla de sus sentimientos hacia ella. Jordan ve la conversación de los dos y de inmediato capta la situación.
Después de la escuela, Nova le pide disculpas a Jesse por la conducta de su padre. Más tarde, ella se lo lleva de compras. Volviendo a la escuela, Simone le pide perdón a Lucas por haberlo abandonado. Ella le tiene una sorpresa, las entradas para un concierto, donde Mechanical Sandwich (banda favorita de él y Corey) está abriendo. Lucas quiere llevar a Simone en lugar de Corey, para consternación de Corey. Jordan deja a Tyler por su infidelidad, y decide ir al baile sola. Esto le lleva a pedirle a Simone ir al baile, que es la misma noche del concierto, y ella acepta. Simone le dice a Lucas que lo siente, pero no puede ir al concierto.
Mei se disculpa con Justin por su conducta y le dice la verdad, pero en lugar de sentir dolor porque ella ira a un colegio diferente, él le dice que está orgulloso de ella. Están de acuerdo en que ellos deben ir a la graduación juntos.
Lloyd encuentra a Lucas sentado fuera de la escuela, mirando abatido. Se entera de su situación, y le dice a Lucas su propio error con las chicas y la secundaria. Lloyd le dice a Lucas que si él realmente ama a Simone, debe decírselo.
Dos noches antes de la fiesta de graduación, Nova, Ali, y Mei están en la habitación de Nova, hablando. Nova les confiesa que siente algo por Jesse, lo que su padre, por descracia, escucha. Al día siguiente, el padre de Nova le dice a Jesse que no puede pedirle a Nova ir al baile, porque él solo esta "llevándola hacia abajo". Esa tarde, Jesse es inusualmente hostil hacia Nova y la abandona.
En la noche del baile, Lucas sube a un árbol para llegar a la ventana de Simone. Él le dice lo que siente y le ruega que no vaya a la fiesta de graduación, pero va de todos modos. Decepcionado, Lucas se da cuenta de lo mal amigo que ha sido con Corey, y le ofrece la otra entrada para el concierto. Los dos van feliz a ver a su banda favorita.
En su casa, Nova tiene el corazón roto, y se niega a posar para la cámara en su vestido del baile. Su padre, preocupado, explica que él fue quien le dijo a Jesse, que no le pidiera ir baile. Encolerizada, Nova sale corriendo de la casa. Mientras tanto, en la casa de Lloyd, se revela que se está llevando a su hermana a la fiesta de graduación. En la casa de Jesse, su madre tiene una charla con él, y él se da cuenta de que aún debe llevar a Nova al baile.
En la escuela, Tyler lleva a Simone en el edificio, y casi inmediatamente la abandona. Simone se entera por un par de chicas que en realidad Jordan abandono a Tyler, y Tyler había acudido a ella como segunda opción. Cuando Tyler le pide bailar (coronado rey y Jordan reina del baile de graduación) se niega y se va. Ella va al estacionamiento del lugar donde se está llevando a cabo el concierto, donde espera a Lucas, y comparten un baile.
Nova la está pasando fatal en el baile, y cuando Ali le dice que la fuente central se ha roto, no lo soporta más. Cuando está a punto de irse, ella escucha que han arreglado la fuente de nuevo, y sabe que el único que pudo haberlo hecho es Jesse. Él se acerca a ella y le pide que bailen. Ella está de acuerdo, y bailan seguido por un beso.

## Reparto
- Aimee Teegarden como Nova Prescott.
- Thomas McDonell como Jesse Richter.
- Yin Chang como Mei Kwan.
- Janelle Ortiz como Ali Gómez.
- Afam Okeke como Phillip.
- Nolan Sotillo como Lucas Arnaz.
- Danielle Campbell como Simone Daniels.
- Kylie Bunbury como Jordan Lundley.
- DeVaughn Nixon como Tyler Barso.
- Cameron Monaghan como Corey Doyle.
- Jared Kusnitz como Justin Wexler.
- Nicholas Braun como Lloyd Taylor.
- Joe Adler como Robert 'Rolo' Banus.
- Jonathan Keltz como Brandon Roberts.
- Christine Elise McCarthy como Sandra Linsey.
- Raini Rodriguez como Tess.
- Aimee-Lynn Chadwick como Rachel.
- Dean Norris como Frank Prescott.
- Faith Ford como Kitty Prescott.
- Robbie Tucker como Charlie Ritcher.
- Jere Burns como Director Dunnan.
- Allie Trimm como Betsy.
- Amy Pietz como Sra. Doyle
- Carlease Burke como Rhoda Wainwright.
- Madison Riley como Kristen.
- Rocco Nugent como Anton.
- Ivy Malone como Alice.
- Chloe Little como Janel Lundley.
- Kofi Siriboe como Max.
- Kristopher Higgins como Derek.

## Banda sonora
| N.º | Título                              | Performer(s)       | Duración |  |
| 1.  | «I'll Be Yours»                     | Those Dancing Days | 3:22     |  |
| 2.  | «Your Surrender (Remix)»            | Neon Trees         | 4:15     |  |
| 3.  | «We'll Be Alright»                  | Travie McCoy       | 3:18     |  |
| 4.  | «Not Your Birthday (Movie Version)» | Allstar Weekend    | 3:25     |  |
| 5.  | «Time Stand»                        | Moon               | 3:04     |  |
| 6.  | «Dreams»                            | Passion Pit        | 4:18     |  |
| 7.  | «Please Speak Well of Me»           | The Weepies        | 2:33     |  |
| 8.  | «We Could Be Anything»              | Nolan Sotillo      | 4:11     |  |
| 9.  | «In Deep»                           | Shere              | 3:17     |  |
| 10. | «Prettiest Thing»                   | Oh Darling         | 3:20     |  |
| 11. | «Can't Keep My Hands Off You»       | Simple Plan        | 3:20     |  |
| 12. | «Come On, Let's Go»                 | Girl in a Coma     | 2:06     |  |
| 13. | «Almost There»                      | Lauren Hillman     | 2:12     |  |
| 14. | «Impossible»                        | Shout Out Louds    | 3:51     |  |
| 15. | «Stick Hippo»                       | Stick Hippo        | 2:12     |  |
| 16. | «No One's Gonna Love You»           | Band of Horses     | 3:37     |  |

Además las canciones "Firework" de Katy Perry, "Young Blood" de The Naked and Famous y "Kickstarts" de Example fueron utilizadas en los tráileres de la película.